# العصبات (أرحب)

تعديل مصدري - تعديل

العصبات هي إحدى قرى عزلة بني على بمديرية أرحب التابعة لمحافظة صنعاء، بلغ تعداد سكانها 92 نسمة حسب تعداد اليمن لعام 2004.